# 坂道の火曜日
坂道の火曜日（さかみちのかようび）は、2019年4月2日から日刊スポーツで毎週火曜日に掲載されている坂道シリーズ（乃木坂46、櫻坂46、日向坂46）メンバーによる連載。Twitterの公式ハッシュタグは「坂チュー」。日刊スポーツ記者の横山慧が担当する。

## 概要
「坂道の火曜日」は、日刊スポーツ内で 乃木坂46、櫻坂46、日向坂46の通称・「坂道シリーズ」所属のメンバーの新しい顔をインタビュー形式で伝えるリレー企画。毎週火曜日に掲載。 2019年10月から一面に掲載されるようになった。
2019年4月2日からスタート。初回は乃木坂46の齋藤飛鳥。初期は首都圏の駅売店、コンビニエンスストア限定の特別連載だったが、連載半年となった同年10月1日より拡大リニューアル。第1回から全ての記事の取材・構成を日刊スポーツ記者の横山慧が担当している。

## 内容
- 目的は、乃木坂46、櫻坂46（旧・欅坂46）、日向坂46の通称「坂道シリーズ」所属のメンバーの新しい顔を掘り下げていくこと。
- 基本的には様々なテーマをお題にしてインタビューに応えるもの。例外として、乃木坂46の金川紗耶が「Ray」専属モデルの就任を報じた2020年4月14日などニュース記事を掲載することもある[4]。担当記者のコラムを掲載する場合もある。